# 日本とスロバキアの関係
日本とスロバキアの関係（にほんとスロバキアのかんけい、スロバキア語: Vzťah medzi Japonskom a Slovenskom） では、日本とスロバキアの関係について概説する。

## 両国の比較
|                   | スロバキア                   | 日本                           | 両国の差                   |
| ----------------- | ---------------------------- | ------------------------------ | -------------------------- |
| 人口              | 545万4073人（2019年）        | 1億2626万人（2019年）          | 日本はスロバキアの約23.1倍 |
| 国土面積          | 4万9037 km²                  | 37万7972 km²                   | 日本はスロバキアの約7.7倍  |
| 人口密度          | 113 人/km²（2018年）         | 347 人/km²（2018年）           | 日本はスロバキアの約3.1倍  |
| 首都              | ブラチスラヴァ               | 東京                           |                            |
| 最大都市          | ブラチスラヴァ               | 東京                           |                            |
| 政体              | 大統領制 共和制              | 議院内閣制 立憲君主制          |                            |
| 公用語            | スロバキア語                 | 日本語（事実上）               |                            |
| 通貨              | ユーロ                       | 日本円                         |                            |
| 国教              | なし                         | なし                           |                            |
| 人間開発指数      | 0.855                        | 0.919                          |                            |
| 民主主義指数      | 7.17                         | 7.99                           |                            |
| GDP（名目）       | 1050億7967万米ドル（2019年） | 5兆819億6954万米ドル（2019年） | 日本はスロバキアの約48.4倍 |
| 一人当たり名目GDP | 19266.3米ドル（2019年）      | 40246.9米ドル（2019年）        | 日本はスロバキアの約2.1倍  |
| GDP（購買力平価） | 1827億9809万米ドル（2019年） | 5兆5043億3091米ドル（2019年）  | 日本はスロバキアの約30.1倍 |
| 一人当たり実質GDP | 33515.9米ドル（2019年）      | 43593.5米ドル（2019年）        | 日本はスロバキアの約1.3倍  |
| 経済成長率        | 2.3%（2019年）               | 0.7%（2019年）                 |                            |
| 軍事費            | 18億6520万米ドル（2019年）   | 476億902万米ドル（2019年）     | 日本はスロバキアの約25.5倍 |

## 歴史
1919年に独立したチェコスロバキアはスロバキアとチェコ両民族を主要な構成要素とする国家であり、日本は独立と同時に外交関係を樹立した。日本の初代在チェコスロバキア全権代表を務めたのは長岡春一公使であった。
1939年のナチス・ドイツによるチェコスロバキア解体により、チェコはドイツによる保護領（ベーメン・メーレン保護領）となり、スロバキア部分にはヨゼフ・ティソを大統領とするスロバキア共和国（独立スロバキア）が建国された。日本はこの国家を承認し、日本とナチス・ドイツ、イタリア王国間で結ばれた三国条約にスロバキアも参加している。日本のスロバキア公使は在フィンランド公使であった昌谷忠が兼任している。しかし第二次世界大戦の敗北によってこの国家は消滅し、現在のスロバキアとは一切の承継関係を持っていない。戦後、1957年になりチェコスロバキアと日本の国交が再開された。
1993年1月1日、チェコとスロバキアはビロード離婚を経て平和的に連邦を解体。スロバキア独立と同時に日本は同国を承認し、同年2月3日には改めて外交関係を開設した。在スロバキア日本国大使館は2002年1月ブラチスラヴァに設置された。

## 外交
様々な価値観を共有する国家同士として良好な関係を築いており、安全保障面でも北大西洋条約機構（NATO）やアメリカ合衆国を通じて間接的な協力関係にある。2013年には内閣総理大臣の安倍晋三がポーランドを訪問し、現地で同じくポーランドを訪問中だったスロバキア首相のロベルト・フィツォと日・スロバキア首脳会談を実施した。

### 多国間での関係
旧東側諸国の中でも急速な成長を遂げ先進国になりつつあるスロバキア・チェコ・ハンガリー・ポーランドの四ヵ国はヴィシェグラード・グループ（V4）と呼ばれる枠組みを形成。日本は『「V4＋日本」対話・協力』を通じて民主主義・資本主義・自由主義・法の支配・人権などの価値観を共有するスロバキアと協力関係を構築している。

### 日本要人のスロバキア訪問
チェコスロバキア時代から良好な関係を維持しており、要人往来は活発である。
2007年1月には日本の外務大臣として初めて麻生太郎がスロバキアを訪問し、外相会談などを通じて「自由と繁栄の弧」などについて意見が交わされた。その他、外務省関係者としては2011年12月に外務大臣政務官の浜田和幸がスロバキアを訪問し、スロバキア政府要人や在留邦人との意見交換を実施。2016年4月には外務副大臣の武藤容治がブラチスラヴァで、中・東欧を中心とした外交・安全保障政策を議論するフォーラム「GLOBSEC（グローブセク，正式名称：Global Security Forum）」に出席した。2017年2月には外務副大臣の中根一幸がスロバキアを訪問した。2019年12月には第26回欧州安全保障協力機構（OSCE，Organization for Security and Co-operation in Europe）外相理事会に外務大臣政務官の中谷真一が出席し、ヨーロッパ以外の国ながら演説を行ったほか、各国要人との懇談が実施された。
2019年4月には日本の総理大臣として初めて安倍晋三がスロバキアを訪問。第3回「V4＋日本」首脳会合に出席したほか、スロバキア共和国首相のペテル・ペレグリニと日・スロバキア首脳会談を開催し日本企業のスロバキア進出などについて話し合われた。
2013年6月、日スロバキアの外交関係樹立20周年を記念して秋篠宮文仁親王および文仁親王妃紀子がスロバキアを訪問した

### スロバキア要人の訪日
2007年10月にはスロバキア外相のヤーン・クビシュが招待を受け訪日。経団連のビジネス関係者や外務大臣の高村正彦との間に会談を設定し経済面での交流深化を図ったほか、継続的に日本の常任理事国入りに賛成の意を表明した。
2009年11月には元駐日大使で知日家のスロバキア外相ミロスラヴ・ライチャークが訪日。外務大臣の岡田克也と外相会談を実施して、『「V4＋日本」対話・協力』や国連安保理改革についてが話し合われた。
2012年6月、スロバキア大統領として初めてイヴァン・ガシュパロヴィッチが訪日を実施。当時内閣総理大臣であった野田佳彦と首脳会談を開いて、改めて東日本大震災へのお見舞いや日本の常任理事国参入に対し支持の意を表明した。
2016年11月にはスロバキア経済相のペテル・ジガが訪日。経団連ヨーロッパ地域委員会の佐藤義雄委員長と越智仁委員長などの会談を実施し、両国の経済交流について話し合った。
2019年10月、即位の礼出席のためスロバキア大統領ズザナ・チャプトヴァーが訪日。安倍晋三との会談では、翌2020年が「日・スロバキア交流100周年」を迎える事に触れつつ、さらなる交流の促進が話し合われた。

## 経済交流
日本はスロバキアのスムーズな民主化や自由化、市場経済への移行支援の観点から、技術協力を中心とする経済協力を実施してきた。1992年には110.94億円もの円借款により総延長660キロ、合計4ルートの「高速道路建設事業」が実施され、内陸国スロバキアの陸運の円滑化に寄与した。しかしスロバキアは2000年に経済協力開発機構（OECD）に加盟し、2004年にはヨーロッパ連合（EU）にも加盟、2009年にはユーロの導入も果たす。それに伴って一人当たりの所得や経済水準は向上を続けており、先進国に分類されつつある。その事から、日本は2007年末でスロバキアへの経済支援を打ち切った。
2019年の対スロバキア貿易は、輸出243億円に対し輸入350億円と日本側の赤字となっている。主要な輸出品目は電池、自動車、自動車の部分品、ポンプ及び遠心分離器などで、主要な輸入品は自動車、重電機器、ポンプ及び遠心分離器、絶縁電線及び絶縁ケーブルと輸出入ともに工業製品や機械類が多い。
スロバキアはヨーロッパの中では比較的賃金が低く、ドイツやイタリアといった大市場に近接している。その事から製造拠点として注目されており、日系企業が多数進出している。河西工業はスロバキアの都市レビツェに自動車部品関連の新会社を2017年設立。日精樹脂工業は2018年、電気自動車の生産拡大によるプラスチックの需要増加を受けてスロバキアにヨーロッパ市場向けの販売子会社を設立した。一方で、パナソニックは[スロバキアにヨーロッパ市場向けの生産拠点を置いていたが、録画再生機の需要減少を受けて工場を2014年閉鎖した。

## 文化交流
文化的交流としては、両国の大使館が拠点としての役割を担う。従来の交流は日本の伝統文化に関するものが中心であったが、近年はスロバキア民族舞踊団やスロヴァキア・フィルハーモニー管弦楽団等の日本公演、アニメ・マンガ等、日本のポップ・カルチャーについても交流の場が広がってきている。

### 文化協力
2007年まで日本はスロバキアに対し文化無償協力を実施。2002年にはスロバキアの美術アカデミーに対し、視聴覚機材および印刷機材を購入するため「
スロバキアの美術アカデミーに対する文化無償協力（4950万円）」を実施。2003年にはスロバキア歴史記念物委員会に対し、歴史的文化遺産の保存・修繕・研究・管理のための「歴史記念物保存委員会に対する文化無償協力（0.48億円）」を実施した。2006年にはスロバキア共和国政府に対し、スロバキア国立ジリナ室内管弦楽団のための「スロバキア国立室内管弦楽団楽器・音響・照明機材整備計画（4610万円）」を実施し、当計画が最後の文化無償協力となった。

### 学術交流
学術面では、スロバキアの各大学と日本の各大学が学術交流協定を締結している。
スロバキアで最も歴史のある名門校・コメンスキー大学は、早稲田大学、静岡大学、東京国際大学、京都大学防災研究所などと学術交流協定を締結している。
ブラチスラヴァにあるスロバキア工科大学はスロバキア最高峰の工科大学であり、お茶の水女子大学との大学間交流協定を2003年に締結。以後、交換留学などの事業を実施している。また、東京都市大学、金沢大学などとも協定を締結している。
その他主要な大学としては、12000人もの学生を有するプレショフ大学は大東文化大学などと、スロバキア第四の都市ジリナのジリナ大学は富山大学などと、スロバキア首相のペテル・ペレグリニを輩出したマテイ・ベル大学は亜細亜大学と、スロバキア第二の工科大学であるコシツェ工科大学は早稲田大学などとそれぞれ協定を結び、交換留学など各種事業を実施している。

### 姉妹都市
- 奈良県野迫川村 ‐  スロバキア・ヴィソケー・タトリ（英語版）

1997年夏、野迫川村のホームページで紹介されていた郷土料理に当時のスロバキア共和国駐日大使夫人のイエラ・ライチャコバが興味を持ち、交流が開始。2000年にはスロバキア人の中学生などで構成される訪問団が野迫川村を訪れる。その後は中学生のスロバキア訪問、村民のスロバキア訪問などが実施され、一方でスロバキア側からは東京在住のスロバキア人夫妻やスロバキア特命全権大使、駐日スロバキア大使館職員の来村があった。2003年、正式に姉妹都市協定を締結した。

## 外交使節

### 駐スロバキア日本大使・公使

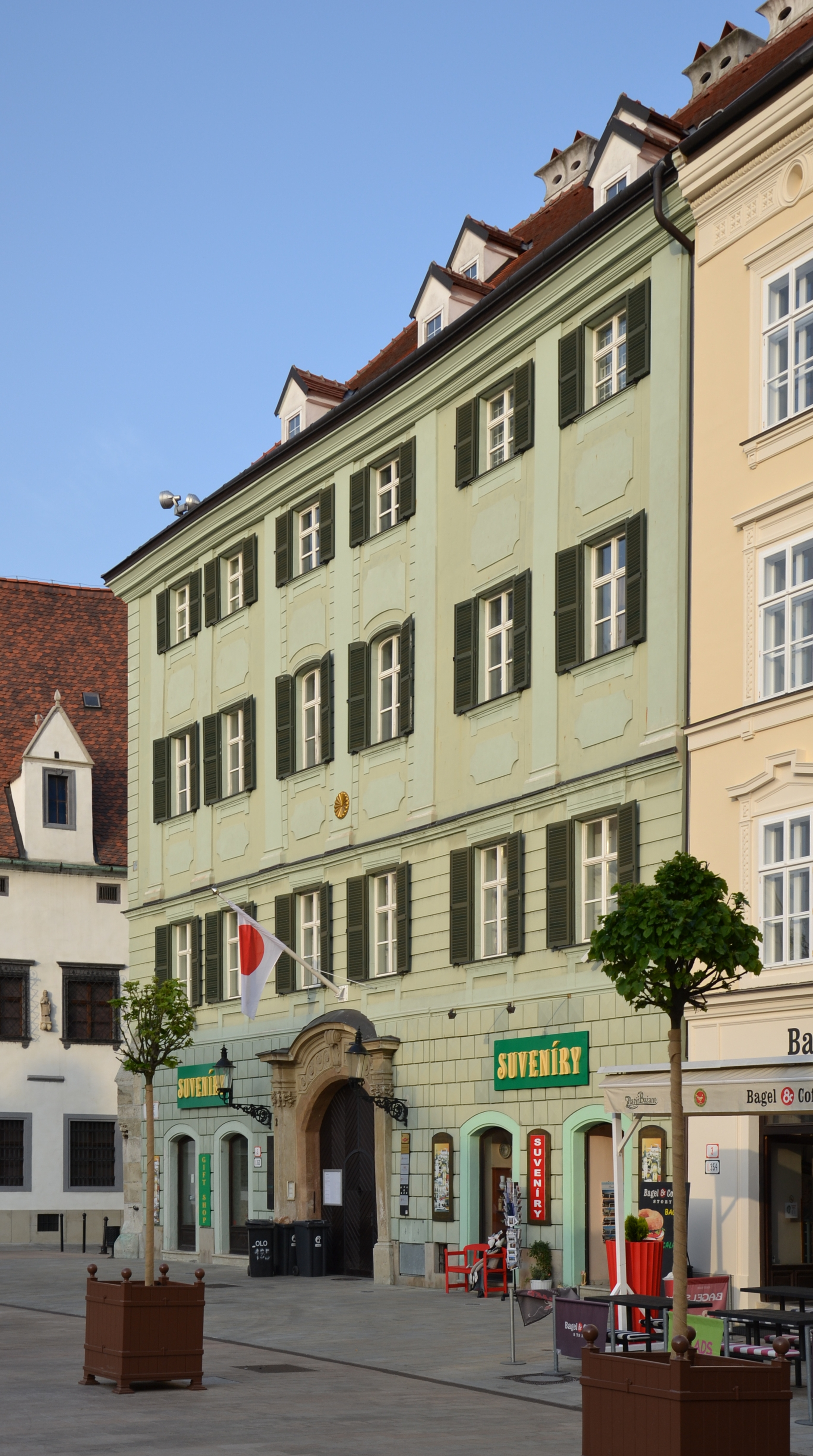
在スロバキア日本国大使館入り口（ブラチスラヴァ）
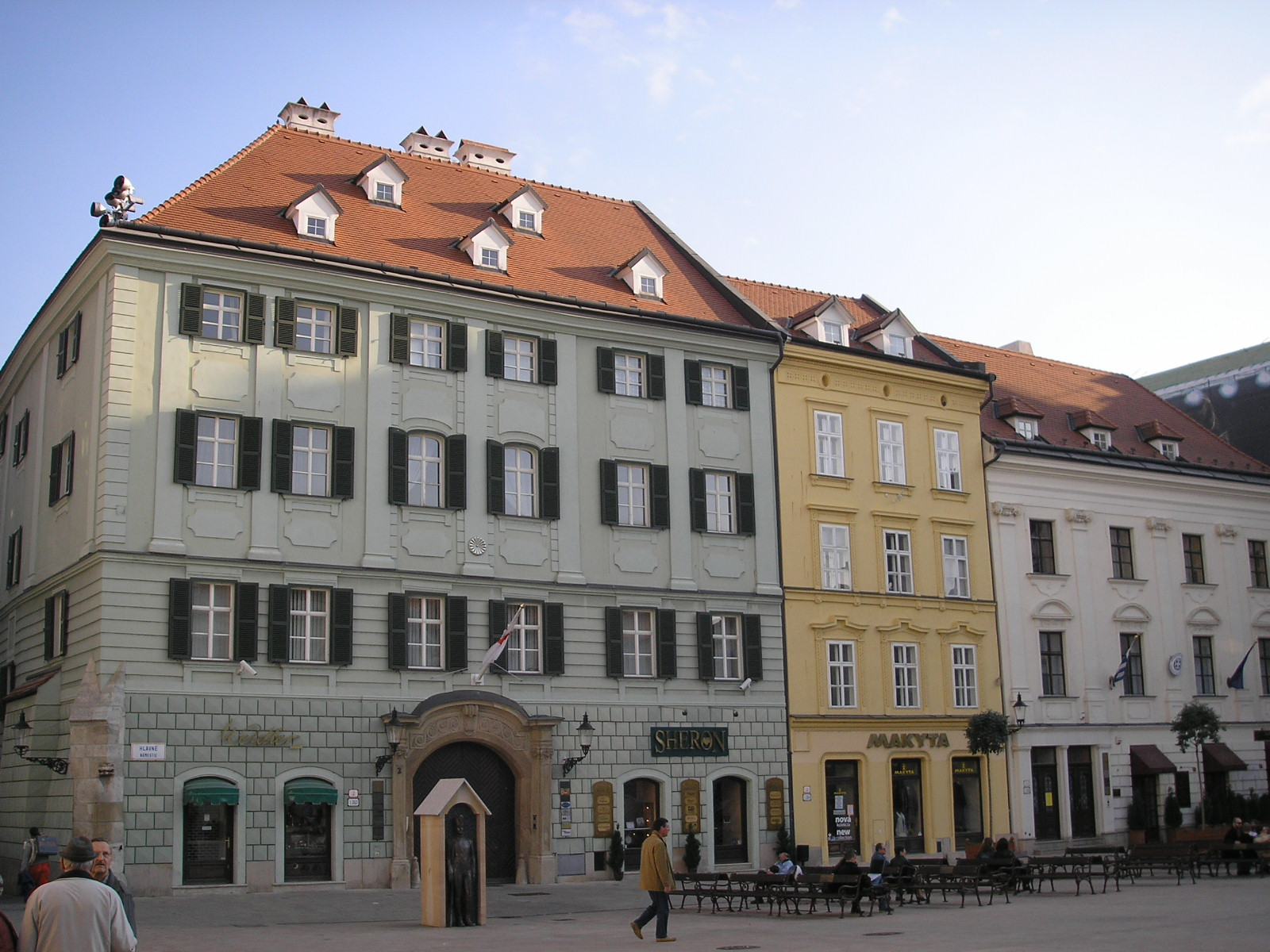
在スロバキア日本国大使館正面（ブラチスラヴァ）

### 駐日スロバキア大使
| 代 | 氏名                         | 在任期間        | 備考                                                                              |
| -- | ---------------------------- | --------------- | --------------------------------------------------------------------------------- |
| 1  | ヤーン・ドモク               | 1993年 - 1994年 | 特命全権大使 信任状捧呈は4月19日 初代                                             |
| 2  | ミロスラヴ・ライチャーク     | 1994年 - 1998年 | 特命全権大使 信任状捧呈は12月16日 スロバキア副首相、外務大臣経験者 旭日大綬章受章 |
| 3  | ミクラーシュ・セドラーク     | 1998年 - 2001年 | 特命全権大使 信任状捧呈は1999年2月10日                                            |
| 4  | ユーリウス・ハウザー         | 2001年 - 2004年 | 特命全権大使 信任状捧呈は9月20日                                                  |
| 5  | ペテル・ヴルシャンスキー     | 2004年 - 2009年 | 特命全権大使 信任状捧呈は2005年1月6日                                             |
| 6  | ドゥラホミール・シュトス     | 2009年 - 2013年 | 特命全権大使 信任状捧呈は7月14日                                                  |
|    | マルティン・ポドゥスタヴェク | 2013年          | 臨時代理大使                                                                      |
| 7  | ミハル・コットマン           | 2013年 - 2017年 | 特命全権大使 信任状捧呈は10月10日                                                 |
|    | ダニエル・オントゥコ         | 2017年          | 臨時代理大使                                                                      |
| 8  | マリアーン・トマーシク       | 2017年 - 2024年 | 特命全権大使 信任状捧呈は8月17日                                                  |
|    | ロマン・ハウザー             | 2023年 - 2024年 | 臨時代理大使                                                                      |
| 9  | イヴァン・スルコシュ         | 2024年 -        | 特命全権大使 信任状捧呈は4月10日                                                  |

### 駐日スロバキア大使館
所在地：東京都港区元麻布二丁目11-33

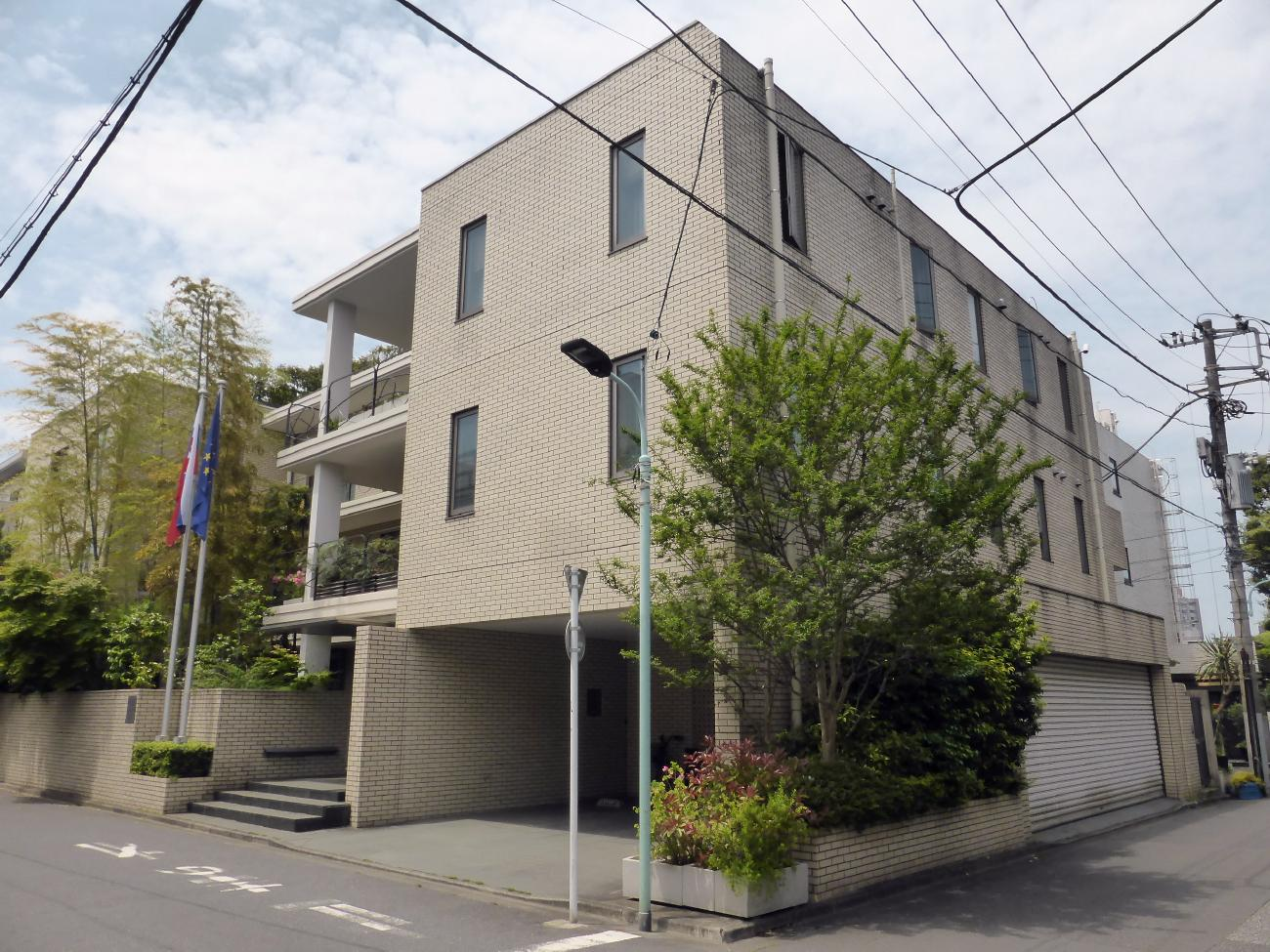
スロバキア大使館全景
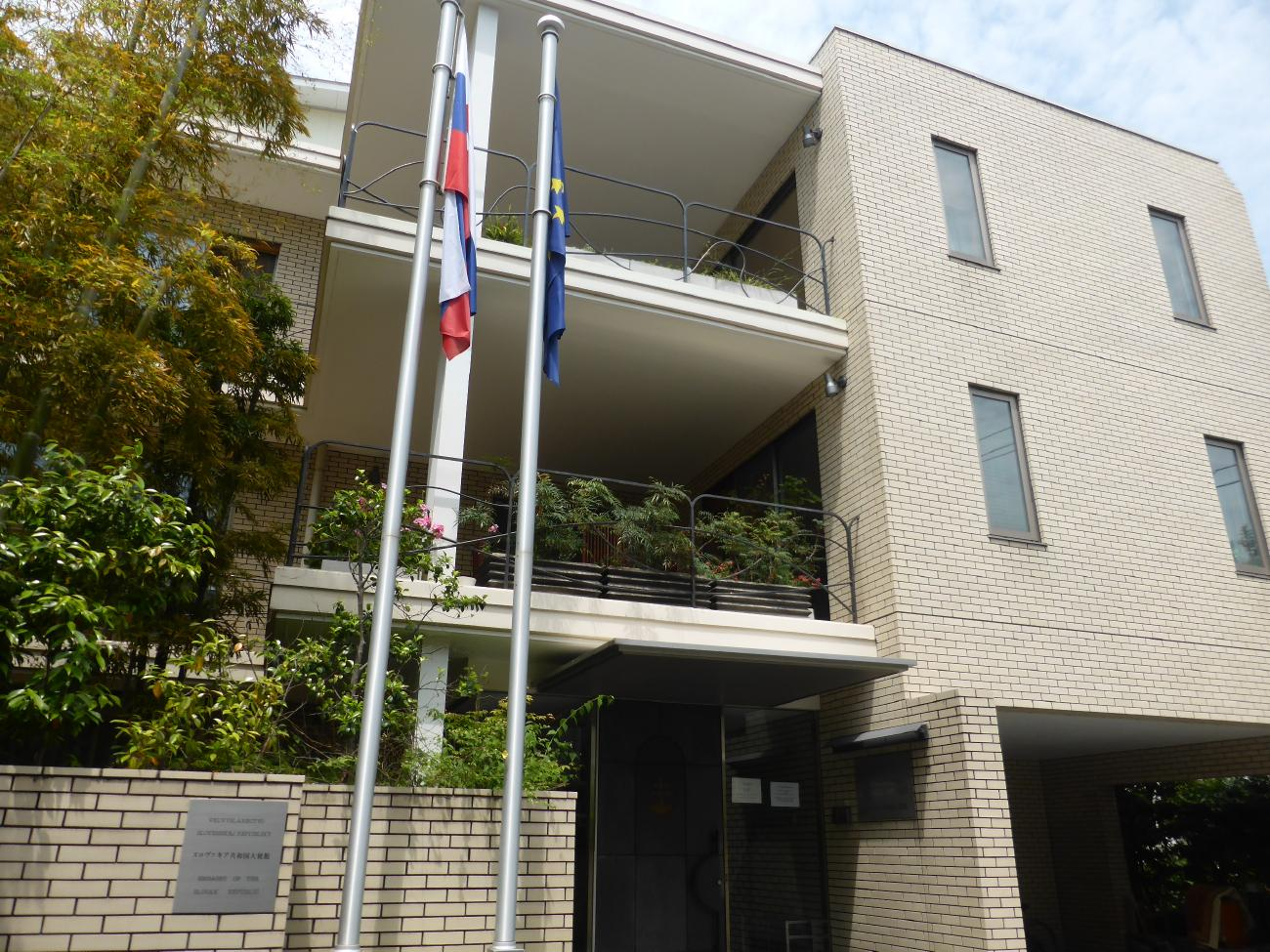
スロバキア大使館正面玄関
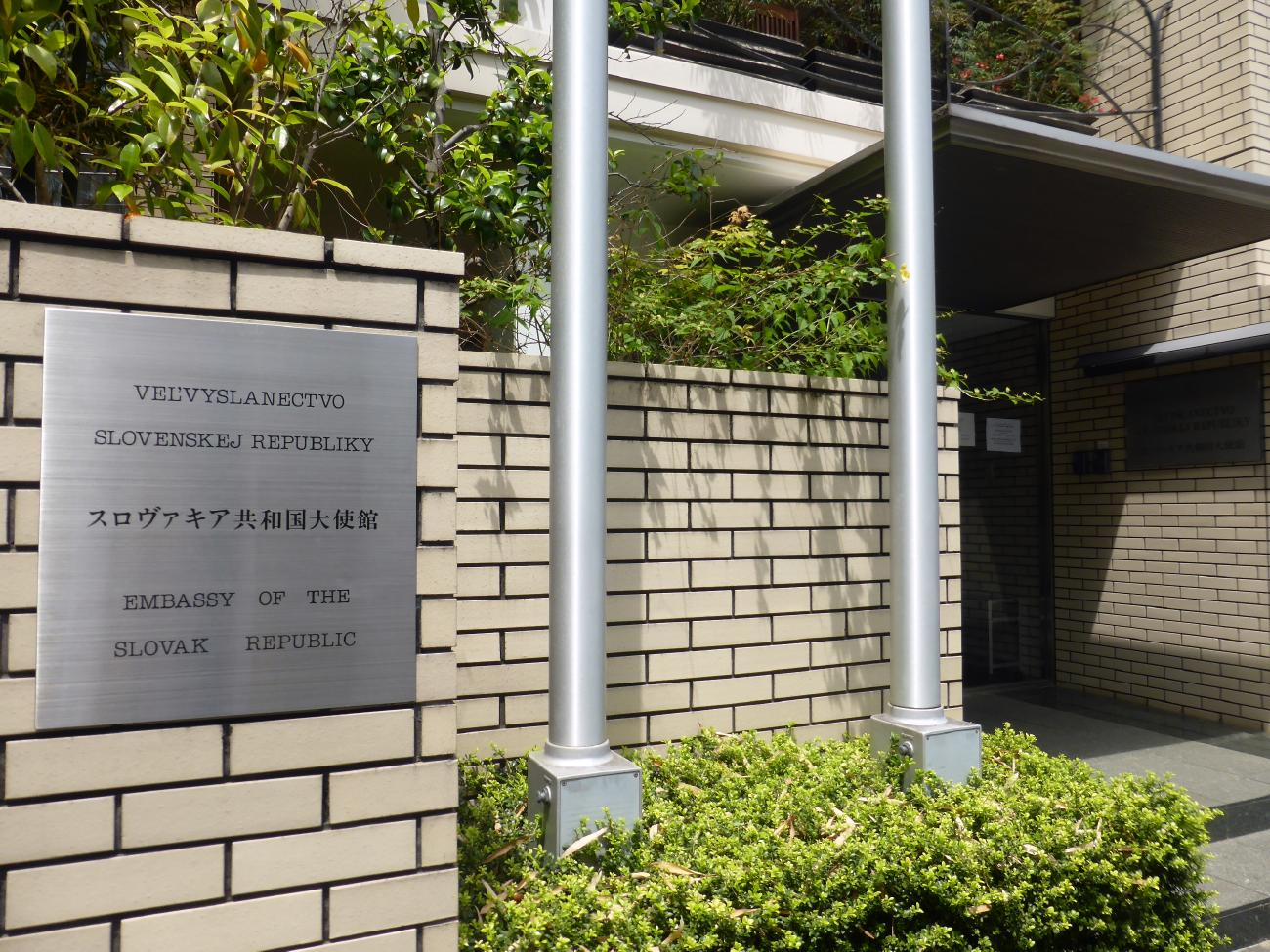
スロバキア大使館表札
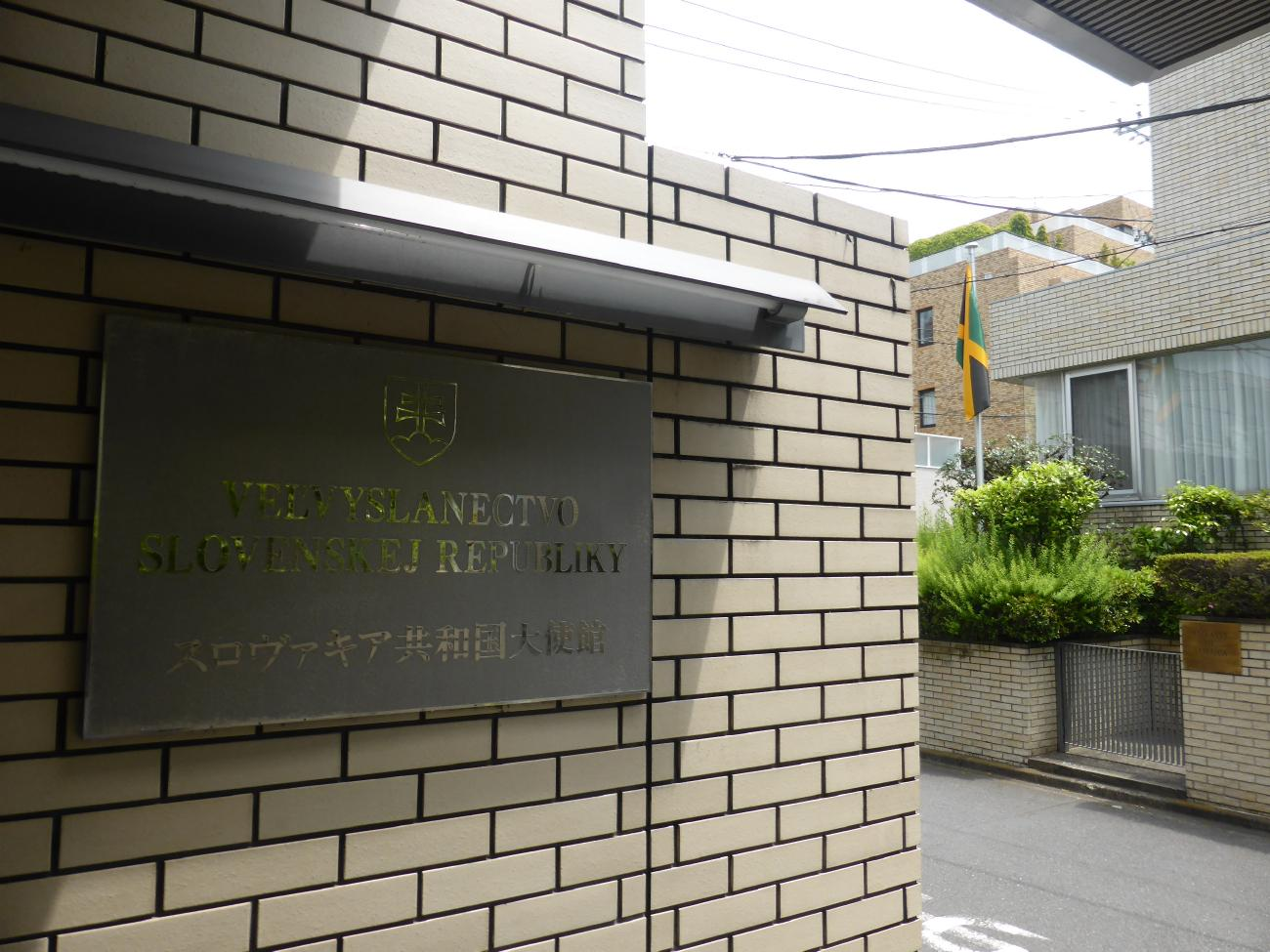
スロバキア大使館の正面にジャマイカ大使館